# Conothraupis speculigera
Conothraupis speculigera là một loài chim trong họ Thraupidae.

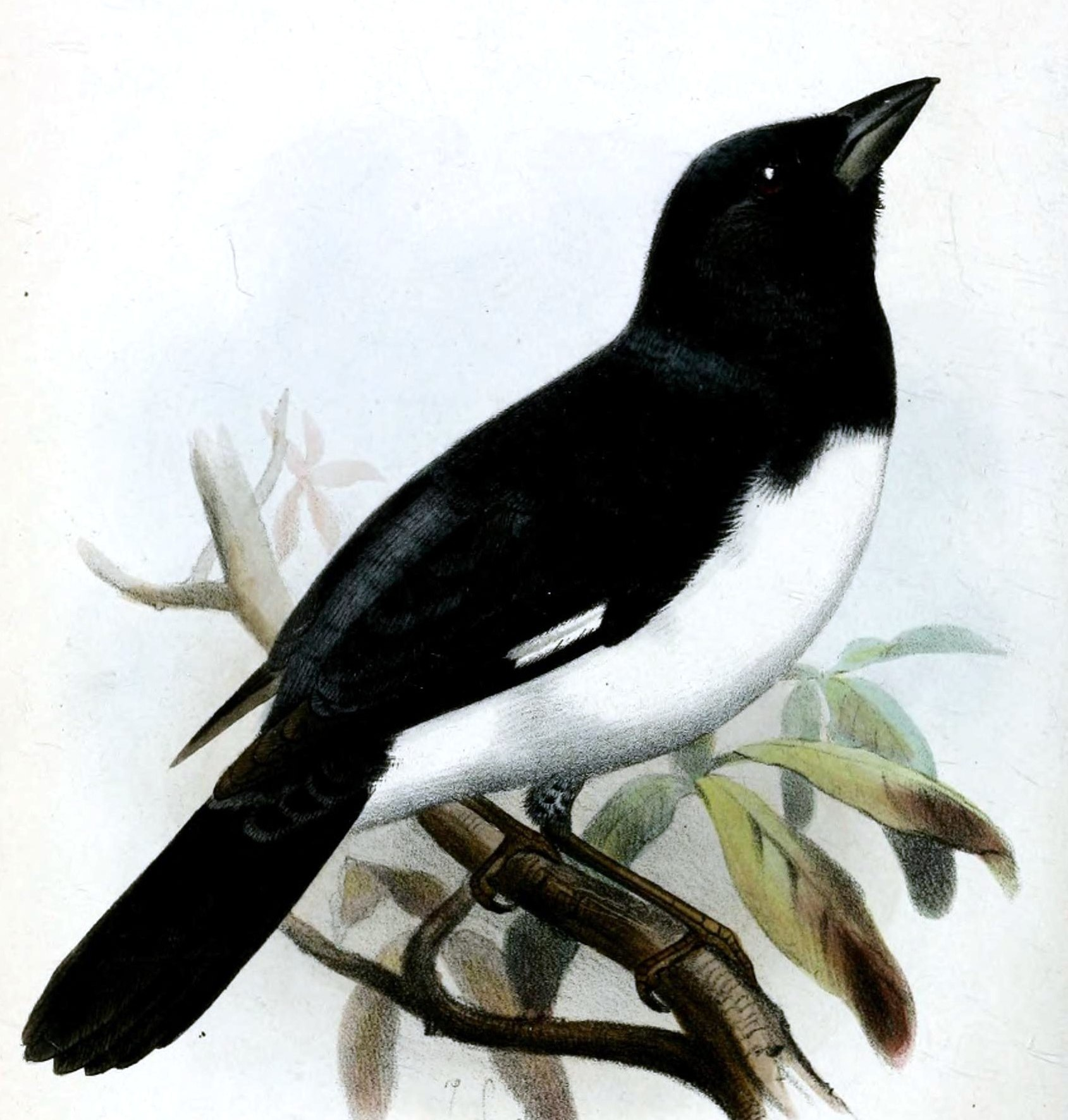